# Grande Passion
La Grande Passion est un livre qui raconte l'histoire de la Passion du Christ en utilisant un texte latin et douze xylographies d'Albrecht Dürer, réalisé entre 1497 et 1510,  imprimé par Hieronymus Höltzel en 1511, et conservé, parmi les meilleurs exemplaires existants, au musée de l'Albertina de Vienne (Autriche).

## Histoire
Installé à Nuremberg, Dürer préfère se consacrer exclusivement à la gravure, activité sans doute plus rémunératrice qu'une production picturale. Vers 1497, il commence le  projet ambitieux d'une édition illustrée de la Passion du Christ auquel il travaille en alternance avec celle de L'Apocalypse. Il réalise non seulement les dessins préparatoires à l'œuvre, mais également les gravures sur bois pour l'impression des images et du texte.
Le thème de la Passion constitue un exercice attendu pour tout graveur important du XVe siècle, comme Martin Schongauer. Dürer s'y confronte pas moins de six fois, sans compter ses dessins de la Passion verte et les autres œuvres non gravées en rapport avec un thème qui traverse littéralement sa carrière. Ses séries s'inscrivent dans le contexte du rayonnement de la devotio moderna, de la piété mystique germanique prônant l'imitation du Christ à laquelle Dürer se prête régulièrement. Comme l'a souligné Erwin Panofsky, c'est également pour lui l'occasion de s'adresser à des audiences variées, chaque technique ou format employé permettant de toucher un public différent. C'est aussi le terrain idéal pour s'essayer à la représentation du corps souffrant, de la narration expressive, et d'un large éventail d'émotions, tout en poursuivant une quête continue de perfection.
L'ensemble complet n'est complété avec ses quatre dernières planches et le frontispice qu'en 1510, apparaissant comme un livre avec un texte latin au verso. Entre-temps, Dürer avait dû sortir des tirages individuels de l'ensemble, ce qui, combiné à sa nature moins sensationnelle et fantastique que L'Apocalypse, diminue l'impact et le succès de l'œuvre finale. Dürer ne nourrit un projet éditorial complet qu'en 1511, alors qu'il vient d'acheter ses propres presses et souhaite publier ses grandes séries, en les complétant au besoin.
Le texte de la Grande Passion vient de Benedictus Chelidonius, un moine humaniste de l'église Saint-Egidien de Nuremberg et plus tard abbé du Schottenstift de Vienne, un ami de Dürer. Le contenu concerne l'histoire de la passion du Christ, qui n'est cependant pas racontée selon la Bible . Il s'agit plutôt d'une compilation de textes de Coelius Sedulius, Hieronymus Paduanus, Dominicus Mancinus et Baptiste Spagnoli. Ces textes sont remarquables pour leur accent sur Jésus en tant que figure humaine avec des sentiments humains, et aussi pour être écrits en utilisant un vocabulaire et un symbolisme anciens. Le texte avait déjà été illustré par Hans Wechtlin vers 1508.
La Passion est dite « grande » pour la distinguer de la Petite Passion, éditée aussi en 1511.

## Description et style
Le Christ au jardin des Oliviers, La Flagellation et La Déposition datent de 1496-1497, suivie par La Crucifixion et l'Ecce Homo en 1498. Ces gravures sont proches des premières gravures de L'Apocalypse, accumulant les détails au sein de compositions denses. Le Portement de Croix et La Déploration datent de 1498-1499, plus monumentales et plus lisibles, se rapprochant des images les plus classiques de L'Apocalypse. Dürer exécute La Cène, L'Arrestation du Christ, Le Christ dans les limbes et La Résurrection du Christ pour les besoins de l'édition. L'Homme de douleurs, tourné vers le lecteur, est gravé en dernier pour le frontispice.
Toutes les gravures sur bois se caractérisent par leur format surdimensionné (environ 28 × 39 cm) et leur effet plastique, jamais vu auparavant, que Dürer obtient grâce à l'utilisation cohérente de demi-teintes graphiques. Dans ce procédé, les zones éclairées de manière neutre sont représentées par des hachures parallèles, les zones les plus sombres par des hachures croisées serrées, et les zones les plus claires restent d'un blanc parchemin. De plus, l'œuvre de Dürer se caractérise par le fait que, pour la première fois dans l'histoire de l'imprimerie, il accorde à l'image montrée le même statut qu'au texte. Ses œuvres deviennent ainsi les précurseurs des médias graphiques.
L'interprétation iconographique de la Passion a été transposée par de nombreux artistes, mais jusqu'alors, les visions de saint Jean n'avaient jamais été représentées d'une manière aussi dramatique que dans cette œuvre, singulièrement conçue avec un fort contraste de blanc et noir. Dürer donne de la corporéité aux personnages avec un système graduel de hachures parallèles, qui était déjà utilisé depuis longtemps dans la gravure sur cuivre. Dans son développement, l'histoire croît progressivement en intensité, réussissant à faire coexister l'aspect visionnaire des événements racontés avec un respect des lois naturelles qui donnent aux personnages une monumentalité de style classique.
Dürer peint l'histoire de la Passion dans un décor allemand, habillant le peuple de vêtements contemporains et, au contraire, le mêlant au symbolisme ancien. De plus, il lui est facile – également en raison du grand format – d'intégrer plusieurs séquences narratives de l'histoire de la passion dans une seule image.
Comme pour L'Apocalypse, les illustrations sont des œuvres pleine page en recto, suivies du texte des versets bibliques pertinents, racontant la même scène en images et en mots sans que le lecteur ait à comparer chaque illustration avec son passage correspondant.

## Les douze planches
Les planches reproduites font partie des collections conservées au musée Albertina à Vienne (Autriche). Elles ont été imprimées en 1510 à Nuremberg, de dimensions 39 × 28 cm, sauf la planche 1. (La Cène), légèrement plus grande, 39,7 × 28,5 cm :

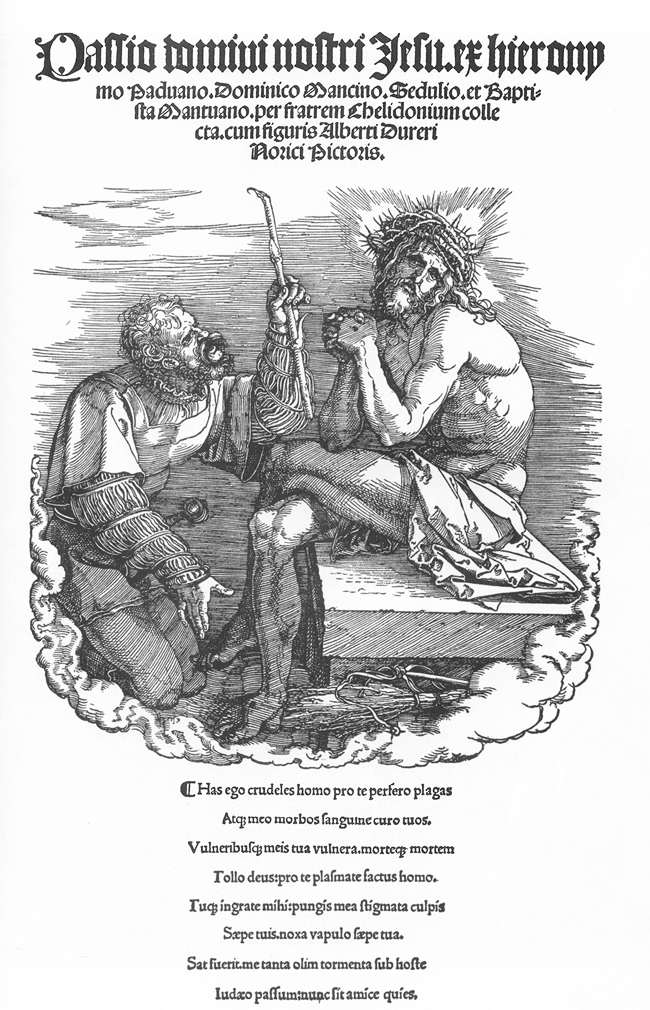
0 - Frontispice
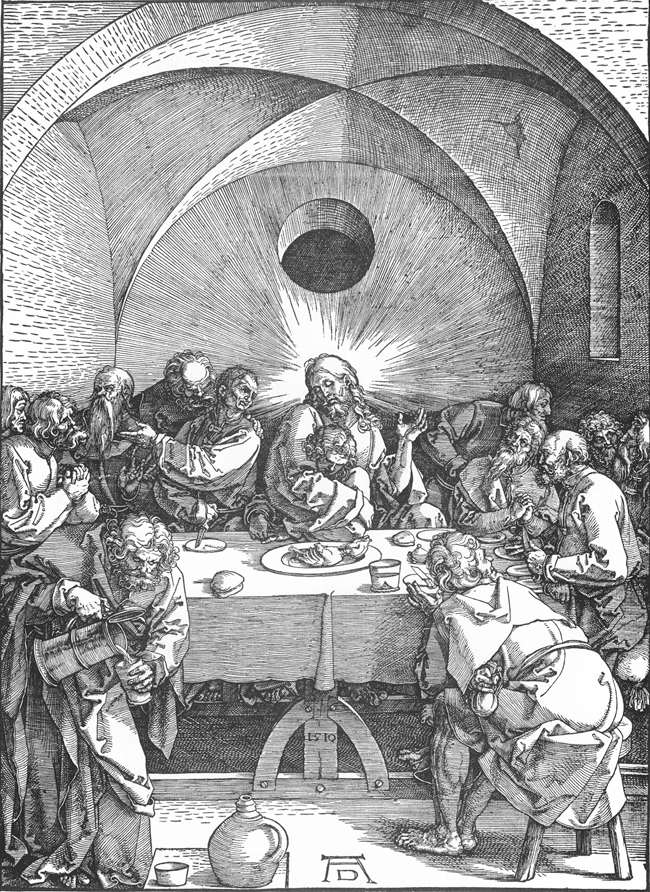
1 - La Cène
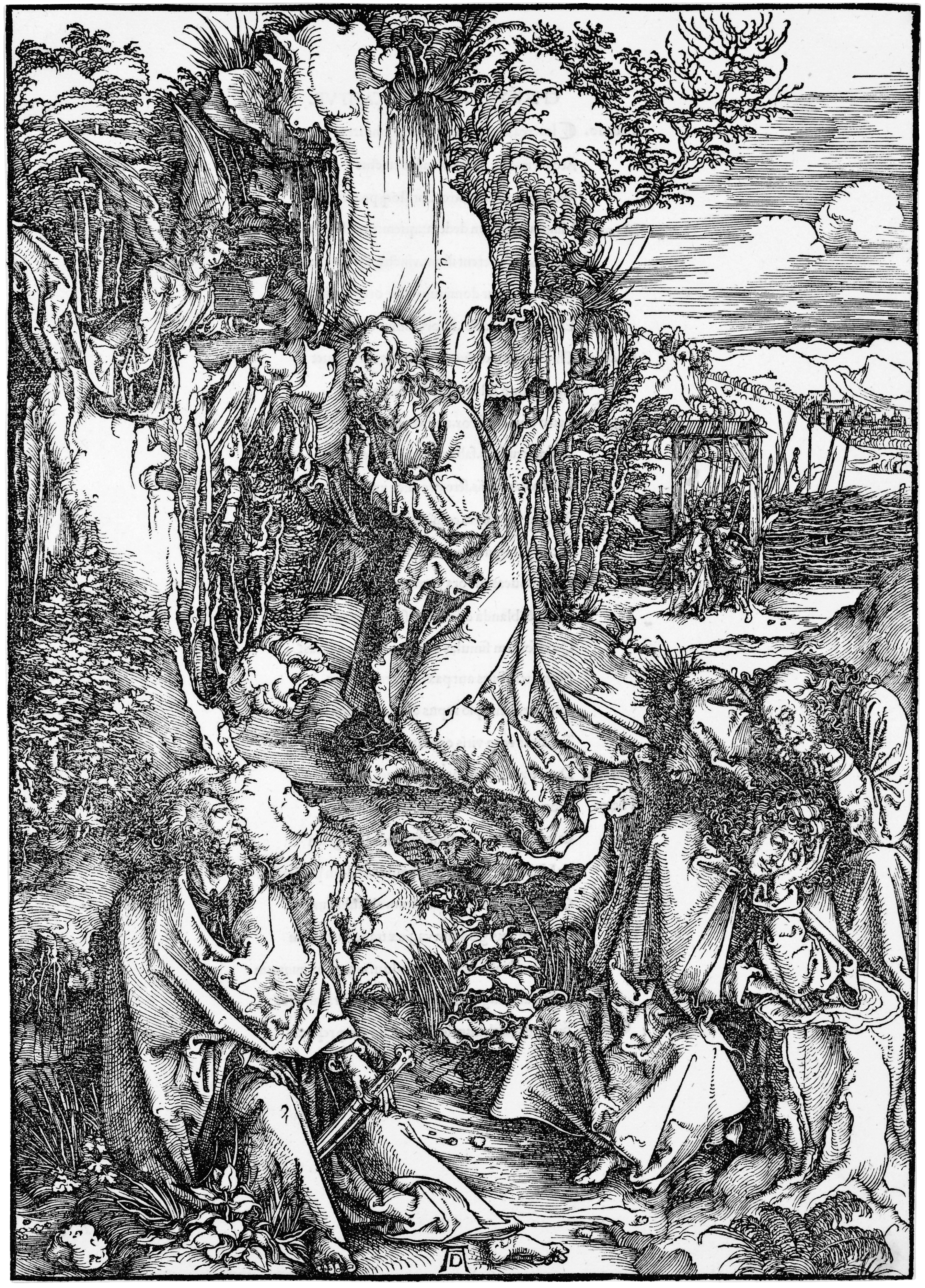
2 - Christ au mont des Oliviers
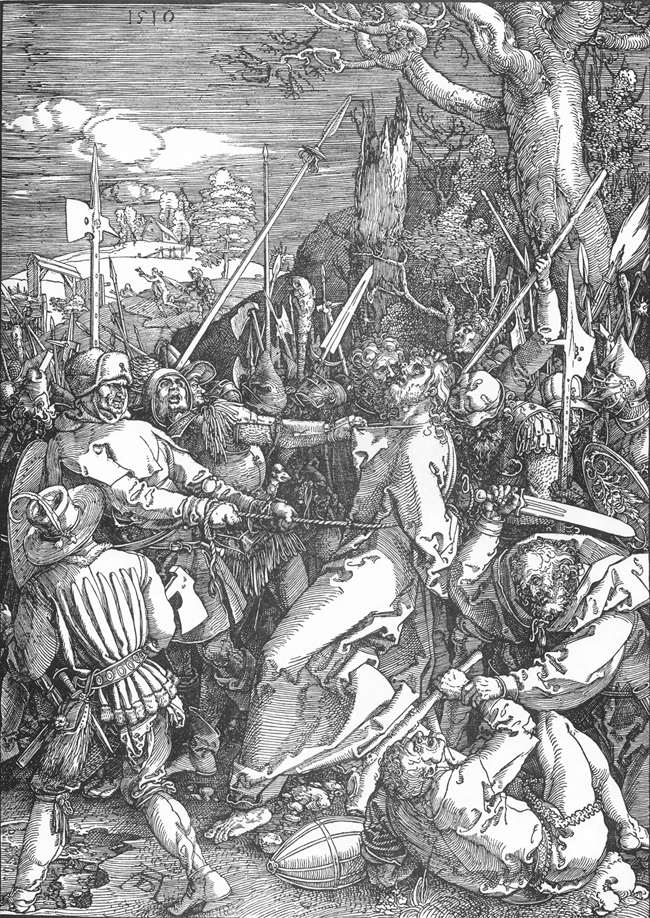
3 - Arrestation du Christ
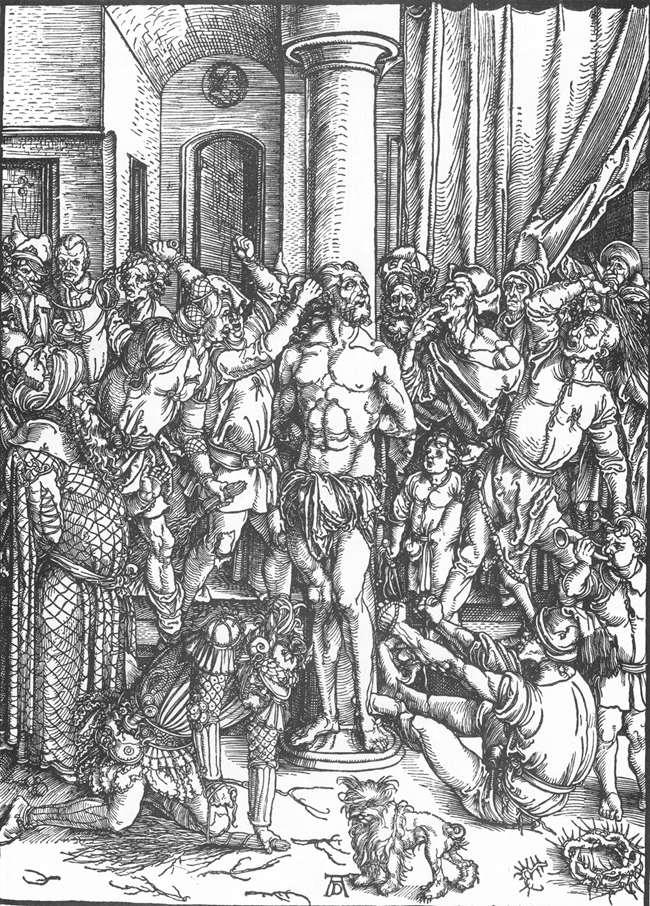
4 - Flagellation du Christ
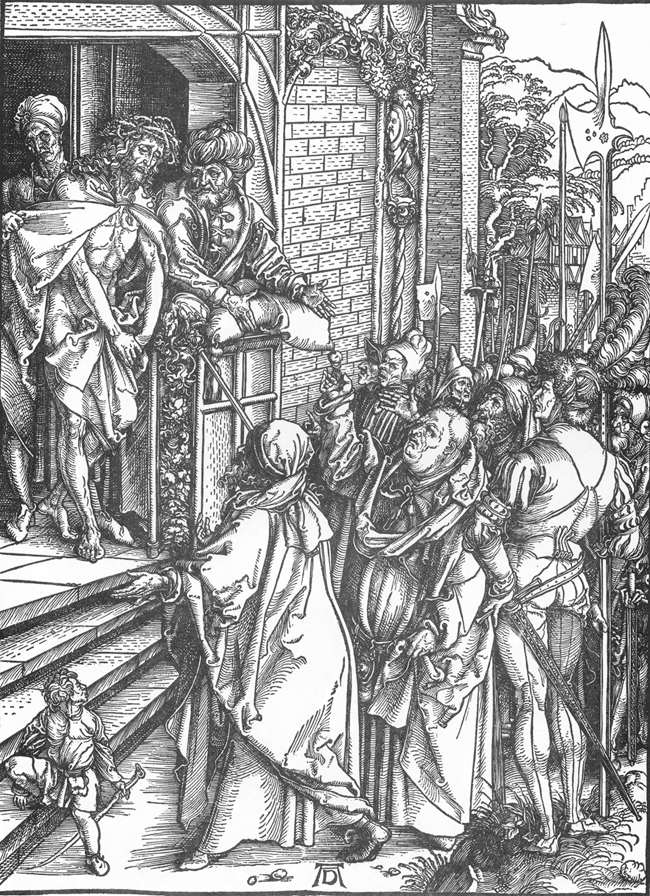
5 - Ecce Homo
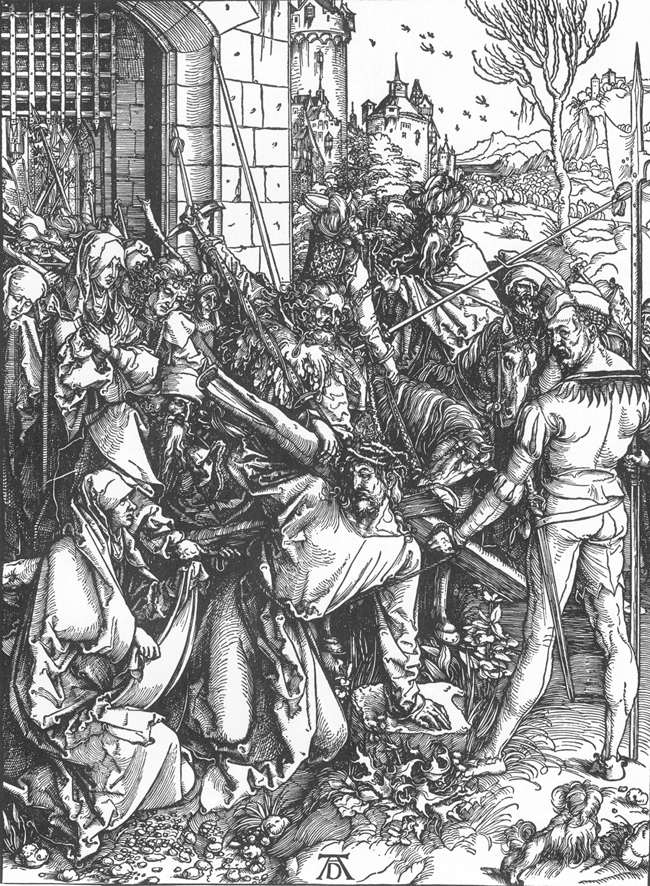
6 - Le Christ portant la croix
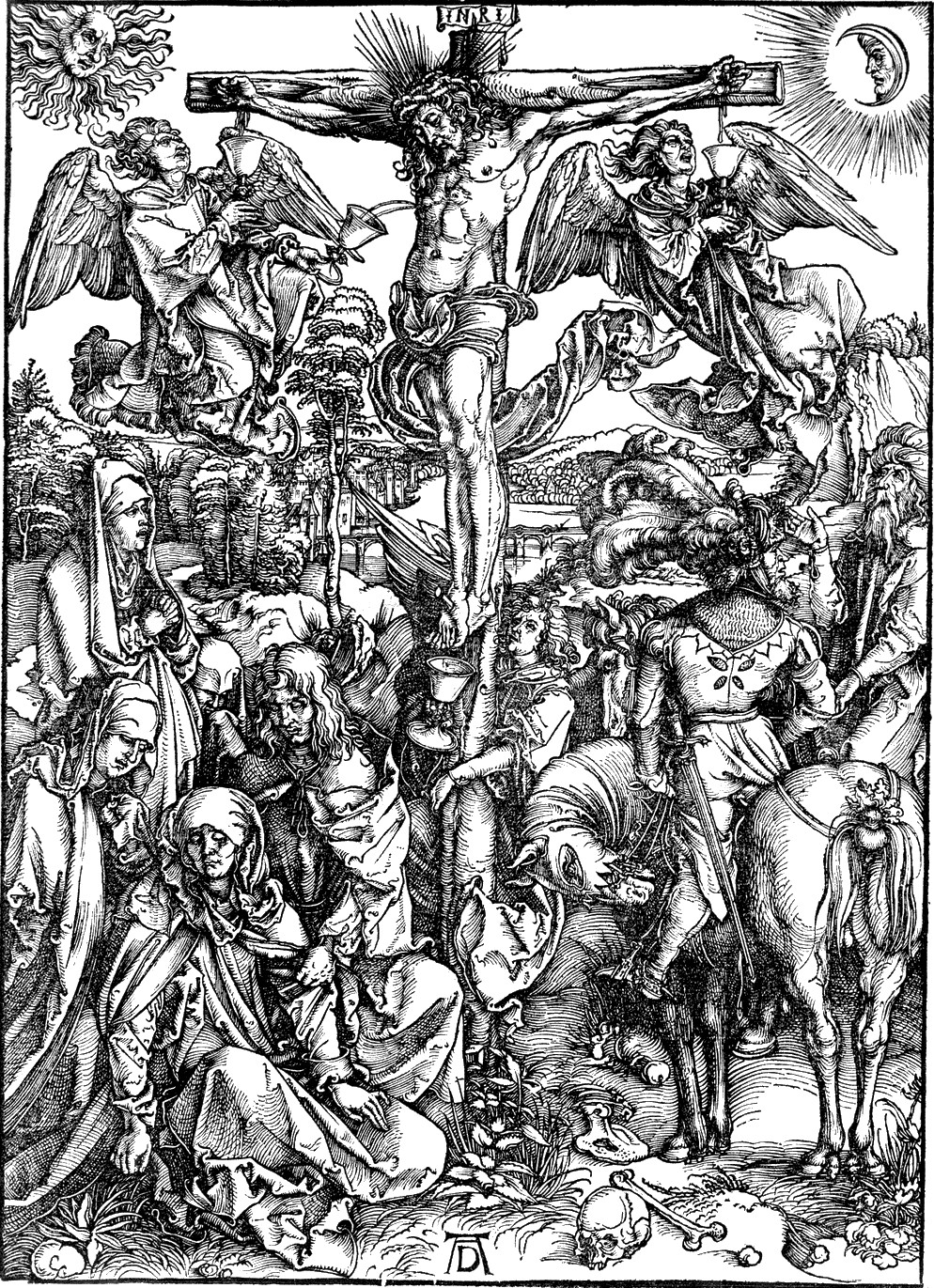
7 - Crucifixion
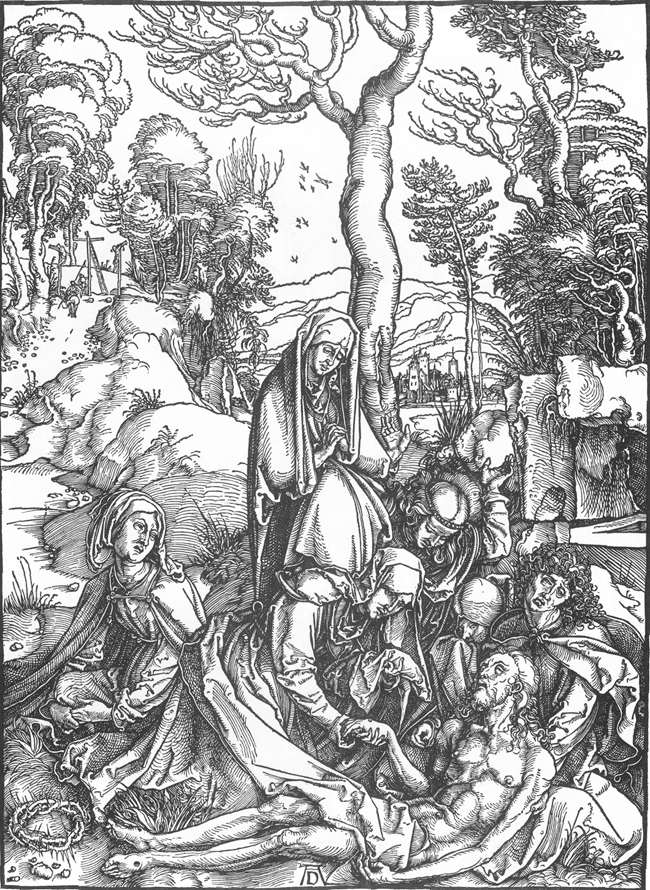
8 - Lamentation sur le Christ mort
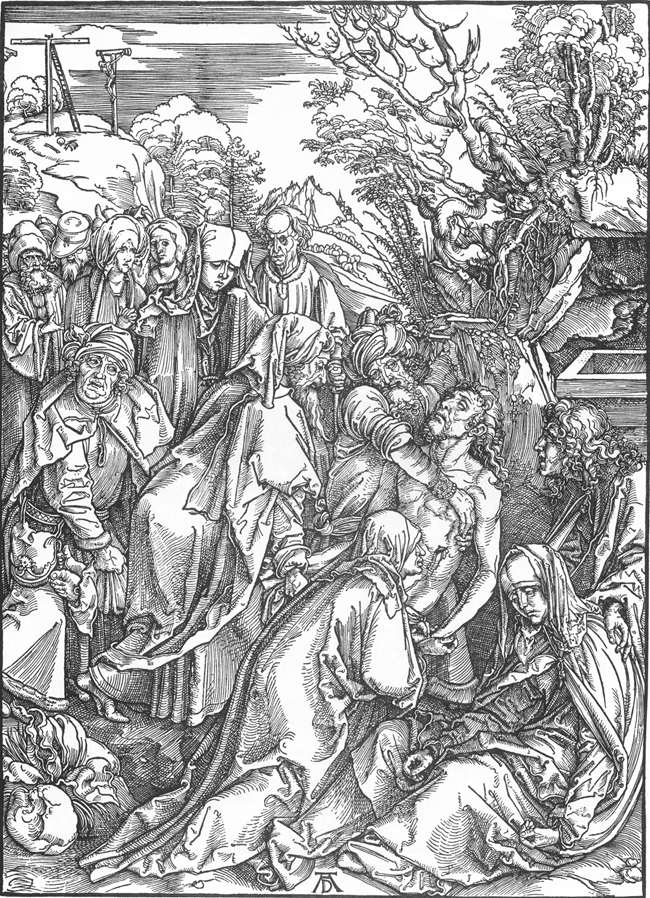
9 - La Déposition de croix
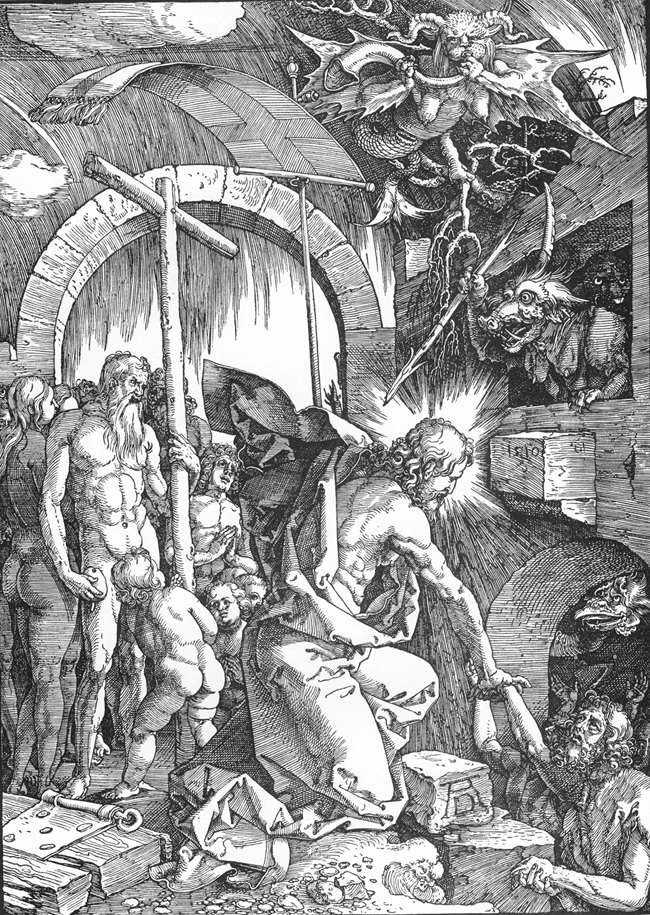
10 - La Descente aux limbes
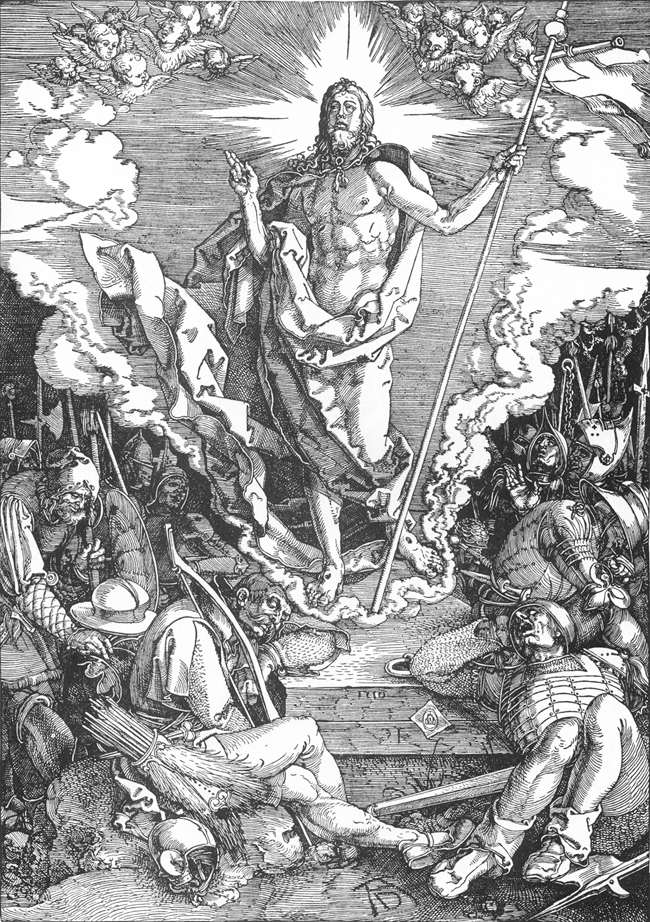
11 - Résurrection du Christ

### 0 - Frontispice (1510)
Erwin Panofsky suppose que la position de l'Homme de douleurs aux jambes croisées pourrait provenir d'un tableau de Vittore Carpaccio, La Méditation sur la Passion du Christ (MET).

### 1 -La Cène(1510)
La pureté de l'architecture de cette gravure, où la croisée d'ogives et l'oculus forment comme un grand dais pour le Christ, montre une grande compréhension de l'architecture italienne de l'époque.

### 2 -Christ au jardin des Oliviers(1497 environ)
La nature griffée et acérée du Christ au jardin des Oliviers renforce sa solitude.

### 3 -L'Arrestation du Christ(1510)
Dans L'Arrestation du Christ, la figure lumineuse du Christ se détache sur un fond ténébreux peuplé de piques acérées. Gagnée par l'horreur, elle reçoit le funeste baiser de Judas, dont l'ombre noire commence à couvrir le ciel.

### 4 -LaFlagellation du Christ(1497 environ)
La Flagellation est centrée sur le corps musclé de Jésus, solidement attaché à la colonne, qui prouve que, dès son premier voyage italien, Dürer travaille à l'anatomie masculine.

### 5 -Ecce homo(vers 1498)

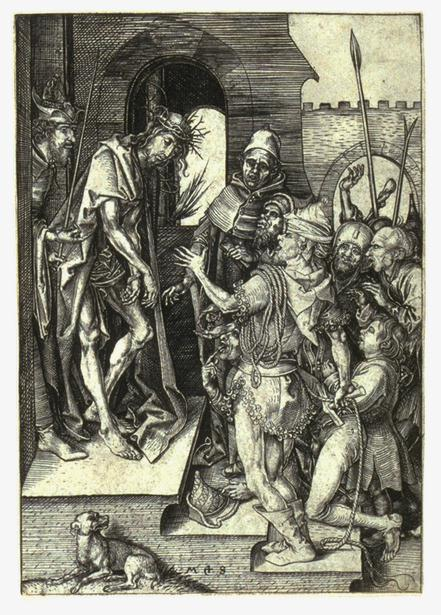
Martin Schongauer, Ecce Homo.

L'Ecce homo est beaucoup plus systématiquement intégré aux cycles gravés de la Passion, à partir du modèle de Martin Schongauer (vers 1475) où il paraphrase en gravure la scène décrite au XIVe siècle par Ludolphe le Chartreux.
Dans sa représentation du sujet, Dürer conserve le principe général d'une composition à deux niveaux, où, sous une architecture, Ponce Pilate désigne le Christ outragé devant la foule. Les deux groupes sont unis par une forte diagonale, accentuée chez Dürer par les mains sur le point de se joindre et le garçonnet remplaçant le chien aux babines retroussées de Schongauer. En faisant pivoter la scène de quarante-cinq degrés, Dürer donne à la composition une plus grande ampleur, avec une percée sur le paysage. Aux figures longilignes du gothique tardif, il substitue des personnages plus robustes, moins caricaturaux, empruntés à d'autres sources d'inspiration. Le grand prêtre au bras levé se rapproche des figures de ses figures de Silène dessinées d'après Andrea Mantegna.

### 6 -Le Christ portant la croix

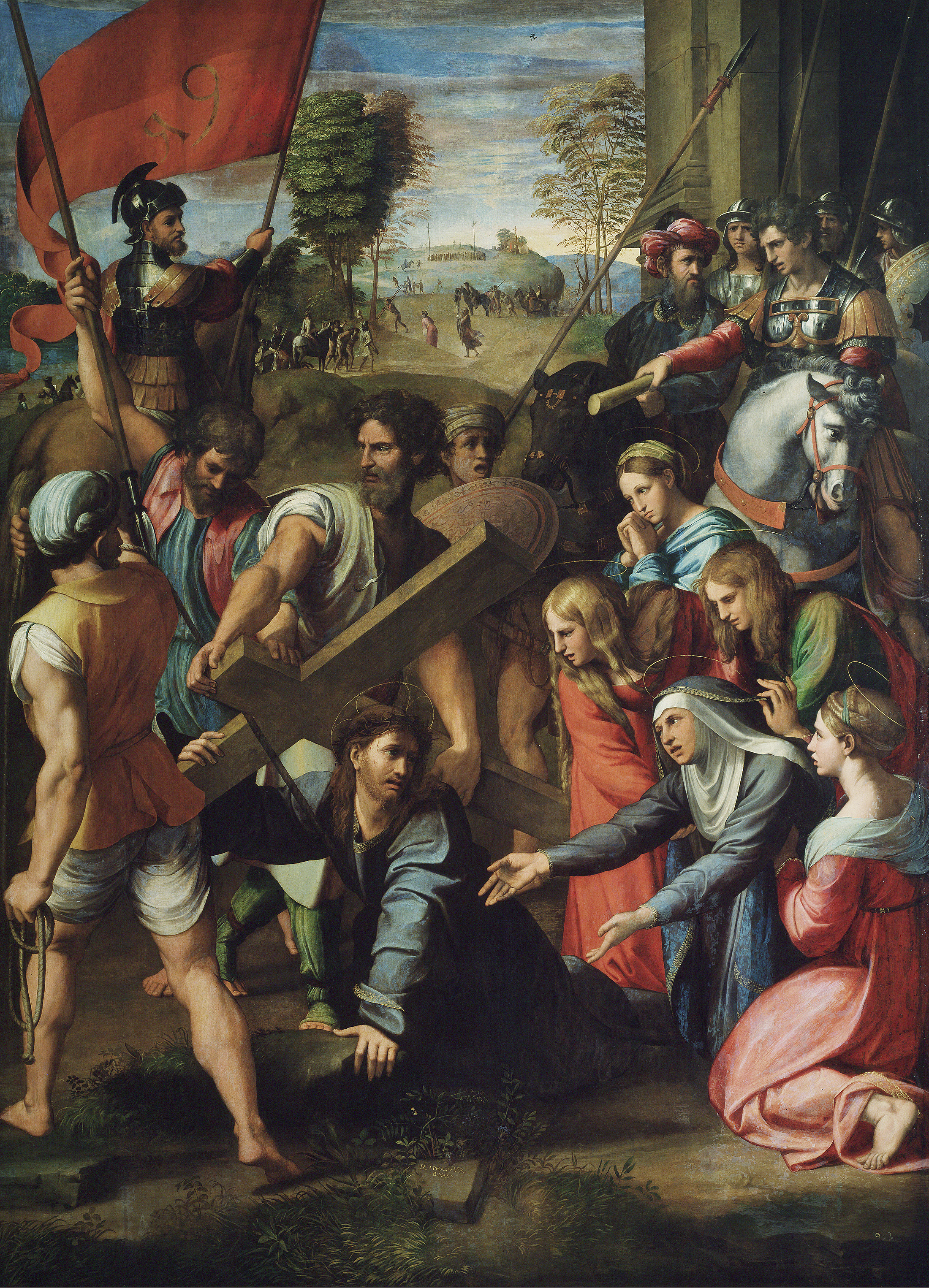
Raphaël. Le Portement de Croix, 1516, huile sur toile,, Musée du Prado, Madrid, peint quelques années après la 6e planche de la série de la Grande Passion, dont on perçoit l'influence.

Parmi les premières planches, Le Christ portant la croix (1498-1499) est la composition la plus mature. L'image de la procession quittant la cité et du Christ qui tombe sous le poids de la croix, unit deux motifs dérivés des gravures sur cuivre de Martin Schongauer (Le Grand Portement de croix), dont les formes du gothique tardif sont accentuées par Dürer. Celui-ci imprime au Christ ployant sous sa Croix, un contrapposto qui rappelle celui de La Mort d'Orphée, un dessin de l'artiste (Kunsthalle de Hambourg) d'après Andrea Mantegna. La construction anatomique du corps musclé du lansquenet de droite s'inspire également de l'étude contemporaine de l'anatomie que Dürer aurait vue dans les œuvres de la Renaissance italienne à Venise. Le Christ déploie une silhouette vigoureuse, presque michelangélesque, tandis que le grand V qui l'enserre en accroit le prodige, effet que l'on retrouve dans la Némésis. Ces deux influences se fondent dans un style idiosyncrasique mais naturaliste, tirant le meilleur parti du contraste noir-blanc audacieux inhérent à la gravure sur bois, donnant du volume aux figures par des hachures parallèles, déjà utilisées pour les gravures sur cuivre à cette époque. La synthèse s'intensifie au fur et à mesure de l'œuvre, fusionnant le caractère visionnaire des événements avec un naturalisme classique et la monumentalité des figures. Les formes diverses de ces deux mondes sont ici reproduites dans un style personnel harmonieux. 
On note une influence dans  Le Portement de Croix de Raphaël.
- 7 - Crucifixion (1498)
- 8 - Lamentation sur le Christ mort (1497 environ)
- 9 - La Déposition de croix (1496-1497)[6]

### 10 -La Descente aux limbes
Pour cette planche, Dürer s'inspire fortement de l'estampe d'Andrea Mantegna, La Descente aux limbes, qu'il apprécie tout particulièrement. L'hommage est particulièrement présent si l'on, considère les contours du visage d'homme caché en bordure de l'une des falaises, une référence à l'art de Mantegna qui s'amusait à introduire dans ses œuvres des sortes de trompe-l'œil de ce type, tel le visage du bouffon qui transparait dans le réseau de pierres de la voûte de sa Descente aux limbes.
11 - Résurrection du Christ (1510)

## Analyse
L'élaboration du cycle ne suit pas l'ordre canonique des Évangiles. L'influence de la Passion de Schongauer se fait encore sentir dans les premières gravures. Les gravures plus tardives, après le second voyage à Venise, se distinguent par leur clarté. La dernière campagne d'enrichissement de la série est gagnée par les effets de lumière ; les effets dramatiques se font toujours plus saillants Les nuances d'ombre sont plus subtiles ; Dürer utilise ce que Panofsky nomme le « ton moyen », c'est-à-dire une densité modérée des hachures parallèles, ménageant des transitions entre le blanc du papier et les hachures croisées beaucoup plus sombres. La lumière devient un élément à part entière de la narration, comme le paysage.
Dürer conserve son goût pour le détail cocasse, jamais gratuit, comme les petits chiens ou les enfants qui constituent soit des intermédiaires pour entrainer le spectateur vers la sainte scène, soit des éléments donnant vie au récit.